# Roskilde Amt (bis 1808)

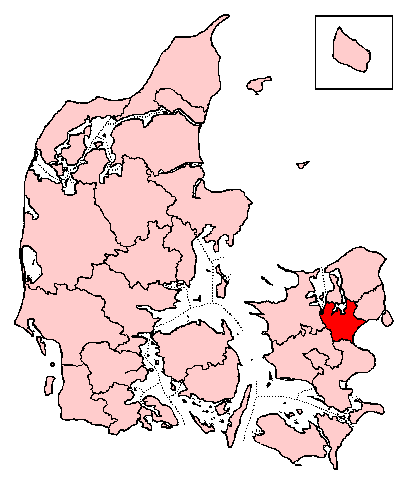
Lage von Roskilde Amt im heutigen Dänemark.

Roskilde Amt war ein dänischer Regierungsbezirk, der ohne größere Veränderungen aus einem bereits bestehenden Roskilde Amt gebildet worden war. 1808 wurde er dem Københavns Amt zugeschlagen.
Das Amt bestand aus vier Harden (dän.: Herred):
- Voldborg Herred
- Sømme Herred
- Tune Herred
- Ramsø Herred

## Amtmänner

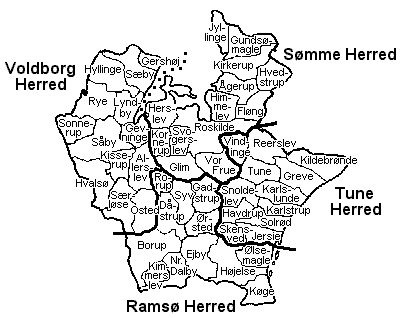
Roskilde Amt 1793–1808

- 1662–1682: Johan Kristoffer Körbitz
- 1682–1717: Otto Krabbe
- 1717–1721: Frederik Christian von Adeler
- 1721–1729: Rudolph Gersdorff
- 1729–1730: Christian Frederik von Holstein
- 1730–1734: Johan Ludvig Holstein
- 1734–1737: Frederik Oertz
- 1737–1750: Adolph Andreas von der Lühe
- 1750–1764: Holger Skeel
- 1764–1776: Eggert Christoffer Knuth
- 1776–1787: Henrik Adam Brockenhuus
- 1787–1796: Werner Jasper Andreas von Moltke
- 1796–1799: Johan Heinrich Knuth
- 1800–1808: Michael Treschow